# Juicio por Traición
El Juicio por Traición (Treason Trial en inglés y traducido también como Proceso por Traición, Proceso por alta traición y Proceso de la traición)  es el nombre dado al proceso judicial que tuvo lugar entre 1958 y 1961 en Sudáfrica contra 156 personas, mayoritariamente miembros del Congreso Nacional Africano (CNA) y del Partido Comunista Sudafricano. Fueron acusados de alta traición (hoogverraad en afrikáans) y de conspiración a escala nacional. Igualmente se les acusó de querer derrocar al gobierno por medio de la violencia para posteriormente instaurar un Estado comunista. Estas acusaciones podían ser castigadas con la pena de muerte. Los primeros arrestos se dieron en diciembre de 1956 y los primeros procesos comenzaron en 1958. Al cabo de 3 años de procedimientos judiciales, fueron liberadas sucesivamente más de 70 personas. Los últimos acusados —30 inculpados en total, entre los que se encontraban Nelson Mandela y Ruth First— fueron absueltos finalmente el 29 de marzo de 1961. Los jueces estimaron que la Corona no había logrado probar que el CNA usara la violencia para derrocar al gobierno.

## Antecedentes y fase preparatoria
En junio de 1956, en Kliptown, el Congreso del Pueblo reunió tres mil delegados de organizaciones antiapartheid y adoptó la Carta de Libertad; posteriormente, el 5 de diciembre de 1956, la policía procedió al arresto de 144 militantes del CNA y de sus aliados, entre los que se encontraban Albert Lutuli y Nelson Mandela. Una semana después fueron arrestadas otras doce personas incluyendo a Walter Sisulu. En total, la policía detiene 156 personas (105 negros, 21 indios, 23 blancos y 7 coloured), entre ellos a toda la dirección nacional del CNA. Son formalmente acusados y encerrados durante 15 días en la prisión de Fort en Johannesburgo antes de ser liberados bajo fianza.
El objetivo al que apuntaba el gobierno, como ente acusador, era el de desintegrar la Alianza del Congreso que agrupaba varias organizaciones antiapartheid. El periodo cubierto por la acusación iba desde el 1 de octubre de 1952 hasta el 13 de diciembre de 1956 y abarcaba principalmente la Campaña de desafío, las manifestaciones por el desplazamiento forzado de los habitantes de Sophiatown y la participación de los inculpados en la redacción de la Carta de Libertad. Esta fue presentada por el gobierno como una declaración de principios revolucionarios, pues su aplicación implicaba el derrocamiento a través de la violencia del gobierno y la destrucción del estado sudafricano tal como existía en ese entonces. Los retenidos fueron acusados igualmente de querer establecer un régimen comunista en Sudáfrica (los movimientos comunistas eran ilegales debido a una ley adoptada a principios de los años cincuenta). Para el gobierno, basado en el antiguo derecho holandés aplicable en África del Sur, los acusados eran culpables de alta traición, lo que era considerado como «una intención hostil de perturbar, debilitar o poner en peligro la independencia o la seguridad del Estado».
El equipo defensor estaba conformado por Izrael Maisels, Sydney Kentridge, Vernon Berrangé y Bram Fischer. Por su parte, el gobierno estaba representado por Oswald Pirow (quien muriese antes del final del proceso).
La fase preparatoria del proceso tuvo lugar delante de un tribunal de primera instancia de Johannesburgo y duró once meses. Durante este periodo, los cargos fueron examinados uno a uno para determinar si había materia para enviar los acusados delante de la Corte Suprema. En diciembre de 1957, la corte anuncia que abandonaba los cargos existentes en contra de 61 de los acusados (quedando 95 interpelados). Entre estos 61 liberados se encontraban Oliver Tambo y Albert Lutuli.

## Proceso
El proceso comenzó el 3 de agosto de 1958 en una antigua sinagoga de Pretoria transformada en tribunal. La alta corte especial creada para este caso estaba compuesta por tres jueces (y no de uno solo como era lo habitual) desde luego todos blancos, pero sobre todo conocidos por su proximidad con el partido en el poder, el Partido Nacional. La defensa logró recusar uno de los jueces, quien fue reemplazado por un juez reputado de ser imparcial. Al cabo de una semana, la estrategia jurídica dispuesta por la defensa comenzó a dar sus frutos: la corte anula una de las dos acusaciones relativa a la ley sobre la prohibición del comunismo. Tras dos meses de proceso y delante del debilitamiento de los cargos, la Corona presentó un nuevo cargo contra 30 de los acusados. A mediados de 1959, para las otras 62 personas que quedaban, la corte se pronunció en favor de su liberación a falta de pruebas. La muerte de Oswald Pirow en octubre de 1959 es un golpe serio que afectó la eficacidad y la agresividad del ya debilitado equipo acusador. Su reemplazante no tenía la elocuencia ni la mordacidad de su predecesor. Este, por ejemplo, no pudo hacer nada cuando uno de los principales testigos de la parte acusatoria, el profesor Andrew Murray, falló en un contrainterrogatorio de la defensa y admite que la Carta de Libertad es un documento humanitario que podía perfectamente representar la reacción y las aspiraciones naturales de los no blancos de África del Sur.
El ente acusador presentó sus conclusiones el 10 de marzo de 1960 y cuatro días más tarde, la defensa comienza a hacer declarar a sus testigos. Sin embargo, durante el turno de Albert Lutuli de testificar, en el sur de Transvaal, el 21 de marzo ocurre la matanza de Sharpeville, hecho que interrumpe durante varios días (hasta el 31 de marzo) el proceso. A principios del mes de abril el CNA es suspendida y, declarado el estado de emergencia, los acusados son recluidos en la prisión de Pretoria. A estos se les otorga permisos de salida durante los fines de semana. El estado de emergencia finalmente es levantado el mes de agosto permitiendo que los detenidos regresen a sus domicilios, casi todos situados en Johannesburgo o a sus alrededores.
El 29 de marzo de 1961, después de haber desestimado una petición extraordinaria del ministerio público para cambiar al representante del ente acusador, el juez F. L. Rumpff se pronunció dando un veredicto de absolución en favor de los acusados, mencionando que si bien el CNA buscaba reemplazar el gobierno por una forma de estado radicalmente y fundamentalmente diferente, que además había utilizado métodos ilegales en busca de cumplir su objetivo, que algunos de sus dirigentes habían defendido el uso de la violencia, y que algunos utilizaban una retórica de izquierda antiimperialista, antioccidental y prosoviética, la Corona no había logrado demostrar que el CNA recurriese a una política que apuntara a derrocar el estado a través de la violencia, ni que el CNA fuera una organización comunista, ni que la Carta de Libertad tuviera como objetivo el establecimiento de un régimen comunista en Sudáfrica. En consecuencia, el juez absolvió a los acusados declarándolos no culpables.

## Lista parcial de procesados
- CNA
  - Nelson Mandela (uno de los últimos treinta inculpados)
  - Ahmed Kathrada (uno de los últimos treinta inculpados)
  - Walter Sisulu (uno de los últimos treinta inculpados)
  - Albert Lutuli (liberado en 1958)
  - Zachariah Keodirelang Mathews
  - Oliver Tambo (liberado en 1958)
  - Lillian Ngoyi (uno de los últimos treinta inculpados)

- Partido comunista
  - Joe Slovo (uno de los últimos treinta inculpados)
  - Ruth First

- Congreso de los demócratas
  - Lionel Bernstein
  - Helen Joseph (uno de los últimos treinta inculpados)

- Congreso indio
  - Monty Naicker
  - Yusuf Dadoo